# تپه خله کوه
تپه خله کوه مربوط به اواخر هزاره ۵ قبل از میلاد است و در تاکستان، محصوردربافت قدیم شهر واقع شده و این اثر در تاریخ ۸ اسفند ۱۳۷۷ با شمارهٔ ثبت ۲۲۷۵ به‌عنوان یکی از آثار ملی ایران به ثبت رسیده است.